# Scott Terra
Scott Terra (nació el 25 de junio de 1987 en Connecticut) es un actor estadounidense más conocido por su papel como Matthew Murdock joven en la película Daredevil en el 2003. También interpretó a Sam Finney en Dickie Roberts: Ex-niño prodigio (Dickie Roberts: Former child star).

## Filmografía
- Shadrach (film) (1998) - Paul
- Charmed 1st Season Out of Sight (1999) (TV)- David
- Going Home (2000) (TV) - Dylan
- Ground Zero (film) (2000) - Justin Stevenson
- The Perfect Nanny (film)(2000) - Ben Lewis
- Motorcrossed (2001) (TV) - Jason Carson
- Sol Goode (2001)
- Sons of Mistletoe (2001) (TV) - Wylie Armstrong
- Redemption of the Ghost (2002) - Jack
- Eight Legged Freaks (2002) - Mike Parker
- Daredevil (2003) - young Matthew Murdock
- Dickie Roberts: Former Child Star (2003) - Sam Finney

## Links
- Scott Terra en Internet Movie Database (en inglés).
- Personal web page

- Datos: Q3099585